# Heterogriffus berlandi
Genre
Espèce
Synonymes
- Doliomalus berlandi Lessert, 1938

Heterogriffus berlandi, unique représentant du genre Heterogriffus, est une espèce d'araignées aranéomorphes de la famille des Thomisidae.

## Distribution
Cette espèce se rencontre au Congo-Kinshasa, en Ouganda et en Angola.

## Publications originales
- Lessert, 1938 : Araignées du Congo belge (Premiere partie). Revue de Zoologie et de Botanique Africaines, vol. 30, p. 424-457.
- Platnick, 1976 : Notes on the spider genus Doliomalus (Araneae Gnaphosoidea). Revue zoologique africaine, vol. 90, p. 975-983.